# Poul Johannes Phønixberg
Poul Johannes Phønixberg (cirka 1679 – 1729) var en bogtrykker og forfatter, muligvis i Jylland hvor der har eksisteret en gård af samme navn, ellers af tysk herkomst.
Inden hans ankomst til Danmark har han sandsynligvis tjent sit brød i flere forskellige livsstillinger. En tid skal han have holdt et bordel i Hamburg, hvorfor han blev forvist. Ludvig Holberg kalder ham øltapper på landet og afskediget bøsseskytte.
Fra 1710 optræder han i København som frugtbar visemager, der helst rimer om tidens krigsbegivenheder. Omtrent 1720 fik han ved lån anlagt et bogtrykkeri, der var meget anvendt. Holberg lod ham trykke de 2 første bind af sine komedier, som Phønixberg så optrykte i 1725 tvært imod "Eder og skrevne Reverser", dvs deres oprindelige aftale. Holberg anlagde ikke sag imod ham, men forevigede ham i 3. tomes (binds) berømte, vittige dedikation til Phønixberg og hustru.
Det første danske vittighedsblad, månedsbladet Den forkerte Mercurius, som udkom januar 1726 – september 1728, skylder ham sin tilværelse. På forblommet måde i en avises form udbreder bladet sig med dagens begivenheder. Løjerne er folkelige og rå, og ikke altid uvittige, emnet mest hentet fra de lavere klassers liv. Med bladet fulgte Det ny indrettede The- og Kaffehus af novellistisk, mest pikant indhold.
Phønixberg kæmpede til det sidste med trange kår. Bogtrykkeriet forgik ved Københavns brand 1728, og han døde året efter (han blev begravet 8. august). Hans hustru, hvis navn ikke kendes, begravedes 16. april 1754, 84 år gammel.